# 吉村和之
吉村 和之（よしむら かずゆき、1977年6月25日 - ）は、競輪選手。日本競輪選手会岐阜支部長。日本競輪学校（当時。以下、競輪学校）第80期生。師匠は中矢政信（33期）。

## 来歴
競輪学校を在校競走成績3位（38勝）で卒業。
1997年8月17日、大垣競輪場でデビューし初勝利。その後の2走も勝ち、デビュー場所で完全優勝を果たした。
1999年の競輪祭・新人王戦（小倉競輪場）で、当初は2着入線だったが、1着入線の尾崎和人（79期）が失格となったため、繰り上がって優勝を果たした。
2014年の高松宮記念杯競輪（宇都宮競輪場）で初めて、GIの決勝進出を果たした。